# 江淑娜
江淑娜（1964年7月30日—），台灣女歌手、演員、主持人。

## 生平经历
江淑娜出生於嘉義縣溪口鄉，幼時窮苦，與姐姐江蕙在台北北投的飯店、酒家走唱。
1986年，演唱連續劇《煙雨濛濛》主題曲而聲名大噪。
1987年，再度為瓊瑤大戲《庭院深深》主唱該劇同名主題曲〈庭院深深〉，從此奠定在歌壇的地位。
1991年，曾在《戲說乾隆》（中國電視公司）一劇中飾演春喜一角深獲好評。
2004年，與澎恰恰二人，以《黃金夜總會》（三立台灣台）首次拿下了第39屆金鐘獎歌唱音樂節目主持人。
2006年，于民視主持「王牌攝影棚」。
2007年，更以民視《樂來樂動聽》拿下第42屆金鐘獎「歌唱綜藝節目主持人獎」。
與姐姐江蕙均長期關懷弱勢團體。

## 個人生活
信奉妙禪，出席如來宗的活動，最著名的就是於2017年傳出曾在妙禪面前下跪並狂抖。
。

## 音乐作品

### 專輯
| 專輯資料                                | 發行日期   | 語言 | 曲目 |
| --------------------------------------- | ---------- | ---- | --- |
| 《風雨情》                              | 1985年     | 台語 | 曲目 1. 風雨情 2. 無講無人知 3. 難忘的人 4. 紫色的鞋 5. 思慕的人 6. 愛的情歌 7. 情人的腳步聲 8. 戀愛的故事 9. 你是我所愛的人 10. 走唱人的心聲 11. 芬芳的花蕊 12. 快樂回鄉曲 |
| 《煙雨濛濛》                            | 1986年     | 國語 | 曲目 1. 看不清的愛 2. 煙雨濛濛 (煙雨濛濛主題曲) 3. 檸檬醉 4. 窗口 5. 愛你那樣深 6. 今夜微雨 7. 煙雨濛濛 (煙雨濛濛插曲) 8. 青春易逝 9. 我情願忘記 10. 心中的孤帆 |
| 《庭院深深》                            | 1987年     | 國語 | 曲目 1. 庭院深深 2. 愛情就像不歸路 3. 長夜未央 4. 不如離去 5. 不如相聚 6. 照不進我心中 7. 最後的約會 8. 庭院深深 9. 主題音樂 10. 相遇的奇蹟 |
| 《在水一方》                            | 1988年     | 國語 | 曲目 1. 第五季 2. 愛情之外的日子 3. 在水一方 4. 你我的腳印 5. 也許你有點愛我 6. 一生一次 7. 點頭啊搖頭 8. 醉你醉我 9. 難道不能說愛 10. 往事 |
| 《江淑娜精選集》                        | 1988年     | 國語 | 曲目 1. 在水一方 2. 庭院深深 3. 煙雨濛濛 4. 一生一次 5. 窗口 6. 愛情之外的日子 7. 點頭啊搖頭 8. 往事 9. 看不清的愛 10. 最後的約會 11. 檸檬醉 12. 青春易逝 13. 你我的腳印 14. 第五季 |
| 《請記得我好》                          | 1988年     | 國語 | 曲目 1. 請你記得我好 2. 我的愛情你的躲避 3. 殘餘溫柔 4. 不再相信愛情 5. 只是情緒 6. 今生最痛的歌 7. 溫柔的約定 8. 別吝嗇你的愛 9. 故夢 10. 藍色的詩篇 |
| 《江淑娜精選集II》 【請你記得我的好】   | 1988年6月  | 國語 | 曲目 1. 請你記得我的好 2. 今生最痛的歌 3. 今夜微雨 4. 殘餘溫柔 5. 不再相信愛情 6. 溫柔的約定 7. 別吝嗇你的愛 8. 藍色的詩篇 9. 愛你那樣深 10. 長夜未央 11. 醉你醉我 12. 故夢 13. 我的愛情你的躲避 14. 只是情緒 |
| 《半調子》                              | 1989年6月  | 國語 | 曲目 1. 戀曲 1990 2. 忘了你，忘了我 3. 每夜唱不停 4. 玫瑰人生 5. 遠離這個城市 6. 大約在冬季 7. 一世情緣 8. 流逝的 9. 我和我自己的影子 10. 張三的歌 11. 流沙 |
| 《我是個不喜歡熱鬧的人/來不及變心的人》 | 1989年9月  | 國語 | 曲目 1. 郵戳與票根 2. 來不及變心 3. 我是個不喜歡熱鬧人 4. 飛舞時刻 5. 最初......最終 6. 大藍 7. 揮不完的牽掛 8. 千里煙波《一門英烈穆桂英》主题曲 9. 情字 |
| 《半調子2江淑娜的遊戲》                 | 1990年6月  | 國語 | 曲目 1. 有伴的心 2. 愛情釀的酒 3. 告別的年代 4. 讓生命等候 5. 讓我一次愛個夠 6. 魯冰花 7. 心愛妹妹的眼睛 8. 你走你的路 9. 讓我看看愛情的樣子 10. 只要你過得比我好 |
| 《不要輕易說BYE BYE》                   | 1991年     | 國語 | 曲目 1. 不要輕易說Bye Bye 2. 蝴蝶飛遠了 3. 明月幾時圓 4. 拿心去換 5. 夢語 6. 還愛著你 7. 向寂寞借點時間 8. 出軌 9. 愛讓我醒來 10. 只為你一聲嘆息 |
| 《半調子3》                             | 1992年4月  | 國語 | 曲目 1. 鐘愛一生 2. 來生緣 3. 飄洋過海來看你 4. 認錯 5. 愛的過火 6. 為了愛夢一生 7. 把悲傷留給自己 8. 它給我不同的快樂 9. 問情 10. 罪人 11. 誰能讓時間倒轉 12. 凡人歌 |
| 《兩個人的月亮》                        | 1992年9月  | 國語 | 曲目 1. 兩個人的月亮 2. 情人誕生日 3. 我們都一樣 4. 難道不是這樣嗎 5. 飄髮 6. 忽略 7. 親口告訴你 8. 總覺得你不需要我 9. 與你相識 10. 在秋天告別 |
| 《戲說淑娜》                            | 1993年8月  | 國語 | 曲目 1. 嗆姑娘 2. 人生何處不相逢 3. 愛人危險 4. 愛情功夫 5. 柔情相約 6. 談笑一生 7. 握不住傷心的手 8. 想入非非 9. 情空 10. 兩個世界的人 |
| 《看著我的臉》                          | 1994年4月  | 國語 | 曲目 1. 愛情不就是這樣 2. 看著我的臉 3. 帶我去海邊 4. 愛難預料 5. 天意 6. 沙漠海 7. 喜歡問喜歡想 8. 愛情信徒 9. 說我愛你 10. 比現在還好 |
| 《半調子IV》                            | 1994年12月 | 國語 | 曲目 1. 東方之珠 2. 情網 3. 花心 4. 最愛是你 5. 無情的雨無情的你 6. 太傻 7. 金思頓的夢想 8. 為愛往前飛 9. 愛全給了你 10. 分享 11. 忘情水 12. 管不住自己 |
| 《愛孤單精選》                          | 1995年10月 | 國語 | 曲目 1. 愛孤單 2. 庭院深深 3. 來不及變心 4. 忽略 5. 煙雨濛濛 6. 嗆姑娘 7. 情字 8. 不要輕易說拜拜 9. 請你記得我好 10. 在水一方 11. 愛情功夫 12. 看著我的臉 13. 鍾愛一生 14. 魯冰花 15. 金思頓的夢想 16. 戀曲1990 |
| 《長夜悄悄》                            | 1996年12月 | 國語 | 曲目 1. 長夜悄悄 2. 九月 3. 放不下 4. 季節雨 5. 安慰 6. 夢別做 7. 管它去吧 8. 愛我一個人 9. 真話 10. I'll Be Forever Young |
| 《十年34首冠軍曲》                      | 2003年2月  | 國語 | 曲目 CD 1 1. 煙雨濛濛 2. 庭院深深 3. 在水一方 4. 請你記得我的好 5. 情字 6. 忽略 7. 談笑一生 8. 今夜微雨 9. 來不及變心 10. 不要輕易說Bye Bye 11. 蝴蝶飛遠了 12. 兩個人的月亮 13. 看著我的臉 14. 沙漠海 15. 長夜悄悄 16. 九月 17. 一枚銅錢(全新收錄) 18. 風一樣分手(全新收錄) CD 2 1. 庭院深深(全新收錄) 2. 金斯頓的夢想 3. 戀曲1990 4. 每夜唱不停 5. 張三的歌 6. 有伴的心 7. 愛情釀的酒 8. 告別的年代 9. 漂洋過海來看你 10. 魯冰花 11. 鍾愛一生 12. 把悲傷留給自己 13. 問情 14. 東方之珠 15. 情網 16. 大約在冬季 |
| 《不愛了，請你記得我的好》              | 2010年9月  | 國語 | 曲目 1. 請你記得我的好 2. 景德鎮的女人 3. 長城 4. 愛到不行 5. 不愛了 6. 繡緣花 7. 天冷就回來 8. 花兒為什麼這樣紅 9. 卸妝 10. 思念誰 |

### 其他歌曲
| 年份   | 歌名                                                                                  |
|        | 舞狮舞龙迎新春 -江淑娜＋韩宝仪                                                        |
| 2003年 | 《風吹的願望》江蕙＋江淑娜 (收錄在: 江蕙-風吹的願望 專輯)                             |
| 2005年 | 《點燈》 (收錄在:佛光山-人間音緣系列一最美的世界》 專輯)                              |
| 2008年 | 《胭脂雪》 江淑娜＋方炯鑌 (收錄在:方炯鑌－好人?!Abin 專輯)                            |
| 2010年 | 電視劇《萬曆首輔張居正》的片頭曲、片尾曲皆由 江淑娜 演唱。                            |
| 2011年 | 《人間》、《鎖夢》、《愛我就給我》 (為電視劇『鎖夢樓』之片頭曲, 片尾曲及插曲。未出版) |
| 2011年 | 《淚歌》 (為電視劇『馬永貞』之片頭曲。未出版)                                         |

## 演出作品

### 电视剧

#### 香港TVB
| 年份   | 劇名                         | 飾演                 |
| 1996年 | 《聊斋》之《古剑幽灵》       | 小雯                 |
| 2000年 | 《鄉野傳奇》之《六角井夜談》 | 朱喜灵（化名：王君） |

#### 台灣
| 年份   | 頻道 | 劇名                     | 飾演           |
| 1988年 | 華視 | 《命运的锁链》           | 阿娟           |
| 1991年 | 中视 | 《戏说乾隆》             | 春喜           |
| 1992年 | 台视 | 《英雄世家》             | 吳淑惠         |
| 1993年 | 台视 | 《戏说乾隆》             | 春喜           |
| 1995年 | 台視 | 《台灣情-櫻花戀》        | 春枝           |
| 1996年 | 華視 | 《第一世家》             | 賴秀英、賴秀秀 |
| 1998年 | 華視 | 《女人三十》             | 管薇薇         |
| 1998年 | 華視 | 《歡喜遊龍》             | 柳青青         |
| 1999年 | 華視 | 《頭家娘》               |                |
| 2001年 | 台视 | 《望乡》                 | 吳玉梅         |
| 2003年 | 台視 | 《少年史艳文/ 三剑奇缘》 | 女暴君/龍玉嬌  |
| 2008年 | 民視 | 《娘家》                 | 江文娟         |

#### 中國大陸
| 年份   | 頻道 | 劇名           | 飾演   |
| 2012年 |      | 《小菊的春天》 | 李香如 |
| 2011年 |      | 《鎖夢樓》     | 錦云   |
| 2014年 |      | 《美妙的奇遇》 | 黄丽凤 |

### 电影
| 年份   | 片名           | 飾演     |
| 1996年 | 《太平．天國》 |          |
| 2013年 | 《逗陣ㄟ》     | 劉金穗月 |

## 主持作品
| 年份   | 頻道 | 節目            |
| 2000年 | 八大 | 《台灣紅歌星》  |
| 2002年 | 三立 | 《黄金夜总会》  |
| 2006年 | 民视 | 《王牌摄影棚》  |
| 2007年 | 纬来 | 《领带&高跟鞋》 |
| 2007年 | 民视 | 《乐来乐动听》  |
| 2008年 | 民視 | 《双喜俱乐部》  |
| 2008年 | 八大 | 《音乐满江红》  |

## 荣誉
| 年份   | 獲提名                         | 獎項                             | 結果 |
| ------ | ------------------------------ | -------------------------------- | ---- |
| 2004年 | 《黄金夜总会》-与澎恰恰        | 第39届金钟奖歌唱音乐节目主持人   | 獲獎 |
| 2007年 | 《乐来乐动听》                 | 第42届金钟奖歌唱综艺节目主持人奖 | 獲獎 |
| 2011年 | 專輯《不愛了，請你記得我的好》 | 華語金曲獎最佳國語女歌手         | 獲獎 |

## 外部連結
- 江淑娜A-nai的新浪微博
- 江淑娜在互联网电影资料库（IMDb）上的資料（英文）
- 江淑娜在香港影庫上的簡介
- 江淑娜在豆瓣上的资料（简体中文）
- 江淑娜在时光网上的簡介（简体中文）